# Ricorso per cassazione (ordinamento civile italiano)
Il ricorso per cassazione, nel processo civile, è un mezzo d'impugnazione ordinario a effetto limitatamente devolutivo esperibile dinanzi alla Corte suprema di cassazione.

## Motivi del ricorso
Si possono far valere solo errores in procedendo (vizi nello svolgimento cioè nell'applicazione di norme processuali) ed errores in iudicando (vizi nell'applicazione di diritti sostanziali e nel percorrere l'iter logico che conduce a tale applicazione).
Tale mezzo d'impugnazione, di solito, ammette solo la fase rescindente, perché il giudizio verte sull'accertamento della sussistenza del vizio e sulla sua eventuale cassazione; il giudizio rescissorio spetta al giudice di rinvio. Solo nel caso che non risultino ulteriori e necessari accertamenti in cassazione avvengono entrambi i giudizi.
Il ricorso non sospende l'esecuzione della sentenza; solo nel caso che per istanza di parte il giudice appuri che possa derivare grave e irreparabile danno l'esecuzione è sospesa con ordinanza (procedimento art. 373 c.p.c.).
In sede civile, possono essere impugnate per ricorso:
- le sentenze pronunciate in grado di appello o in unico grado per:
  - vizi di attività: erronea applicazione della legge processuale che determina la nullità dell'atto se non viene sanata, nullità che si può estendere a tutto il processo fino alla sentenza: art. 360 c.p.c. numeri 1, 2, 4, 5 (quest'ultimo è l'unico caso in cui il giudizio comprende anche la fase rescissoria).
  - vizi di giudizio: erronea applicazione della legge sostanziale.
- le sentenze appellabili ma per le quali le parti si siano accordate per omettere l'appello, omissio medio, in caso di vizi di giudizio.
- le sentenze del giudice di pace di valore minore di 1.100 euro (per le quali è stato disposto il giudizio secondo equità).
- tutti i provvedimenti emessi in forma diversa dalla sentenza quando incidono su diritti soggettivi, hanno natura decisoria e non sono altrimenti impugnabili (ricorso straordinario per Cassazione).

### Procedimento nel giudizio civile
- atto introduttivo: il ricorso. A pena di inammissibilità deve contenere:
  - l'indicazione delle parti
  - l'indicazione della sentenza o decisione impugnata
  - l'esposizione sommaria dei fatti
  - i motivi con l'indicazione delle norme su cui si fondano. L'illustrazione di ciascun motivo, per le sentenze emesse sino al 04/07/2009, si deve concludere, a pena di inammissibilità, con la formulazione di un quesito di diritto, che consenta alla Corte di enunciare un corrispondente principio di diritto. Per le sentenze successive a tale data, avendo la legge n. 69/2009 abrogato l'art. 366-bis c.p.c. che ha introdotto l'obbligo di concludere con la formulazione di un quesito di diritto a pena di inammissibilità, non sarà più necessaria tale formulazione.
  - l'indicazione della procura se conferita con atto separato.
  - (deve essere sottoscritto da avvocato iscritto ad apposito albo) non contiene la vocatio in ius perché è rivolto solo alla corte ma l'atto deve essere notificato al resistente prima del deposito alla corte.
- il deposito del ricorso in cancelleria deve avvenire entro 20 giorni dall'ultima notifica a pena d'improcedibilità. Vanno depositati i seguenti documenti:
  - eventuale decreto del patrocinio a spese dello Stato
  - copia autentica della sentenza o della decisione impugnata con la relata di notifica, se questa è avvenuta (con talune eccezioni di cui all'art. 369, 1º co., n. 2) c.p.c. e di cui a Cass. civ. n. 17066/2013) (n.b.: importantissima sentenza delle SSUU civ. del 16/04/2009, n. 9005)
  - procura speciale
  - atti e documenti sui quali si fonda il ricorso

Non si possono produrre documenti che non fossero già stati prodotti prima, a eccezione di quelli che riguardano la nullità della sentenza o l'ammissibilità del ricorso o del controricorso.
- la parte resistente, se partecipa in maniera attiva, propone il controricorso: deve essere notificato al ricorrente entro 20 giorni dal termine stabilito per il deposito del ricorso.
- nel caso il resistente volesse impugnare la sentenza per altri motivi è possibile il ricorso incidentale da depositare insieme con il controricorso, mentre la parte che ha subito l'integrazione a norma degli artt. 331 e 332 c.p.c. deve proporre l'eventuale ricorso entro 40 giorni dalla notificazione con atto notificato al ricorrente principale e alle altre parti.
- manca completamente l'istruzione

### Esame preliminare dei ricorsi
A seguito delle modifiche introdotte dalla legge n. 69/2009 (in vigore dal 4 luglio 2009), il primo presidente della Corte di cassazione se non ritiene di assegnare il ricorso alle Sezioni Unite, lo assegna a un collegio («apposita sezione» ex art. 376 c.p.c., distinta dalla sezione semplice) composto da 5 giudici. All'interno di detto collegio è individuato il relatore.
Il giudice relatore svolge un esame preliminare del ricorso teso a verificare gli elementi 1 e 5 ex art. 375 c.p.c. capaci di definire (vale a dire, concludere) il ricorso:
- l'art. 375 c.p.c. n. 1 in base al quale può configurarsi l'inammissibilità del ricorso sia per i 2 motivi ex art. 360-bis (1: il provvedimento impugnato è stato deciso secondo quanto già stabilito dalla cassazione, né i motivi addotti dal ricorrente portano a ritenere necessario un cambio di pensiero della Cassazione; 2: quando è manifestamente infondata la censura, cioè l'impugnazione, per violazione dei principi regolatori del giusto processo sia per mancanza di motivi di impugnazione ex art. 360 c.p.c.
- l'art. 375 c.p.c. n. 5 in base al quale può rilevarsi la manifesta fondatezza o infondatezza del ricorso, e quindi suo accoglimento o rigetto.
- l'art. 369 c.p.c. prevede una serie di adempimenti a pena di improcedibilità del ricorso. Su questa norma si è formata una giurisprudenza di legittimità molto importante (p. es. in tema di omesso deposito della copia conforme con relata di notifica della sentenza impugnata, ecc. (SSUU 9005/2009 - Cass. civ. 17066/2013, ecc.).

Se non vengono individuate le circostanze 1 e 5 o violazioni all'art. 369 c.p.c., il relatore rimette gli atti al primo presidente che procede all'assegnazione alla sezione semplice, ex art. 376 c.p.c.
In caso contrario, ex art. 380-bis il relatore forma una concisa relazione sulle motivazioni della pronuncia (inammissibilità, improcedibilità, accoglimento, rigetto) e richiede al primo presidente di fissare l'udienza in camera di consiglio del collegio. Possono presentare memorie entro 5 giorni dall'udienza le parti e il pubblico ministero, che possono anche fare richiesta di essere sentiti in detta udienza.
La notifica ai difensori, del decreto di fissazione della Camera di Consiglio, deve avvenire almeno 20 giorni prima.
L'inosservanza del termine di comparizione determina una violazione del diritto di difesa (nullità). Tuttavia, se la parte (difensore) deposita comunque le memorie nei 5 giorni prima o, comparendo all'udienza, discute la causa, la nullità è sanata.
Se nessuno comparisse e la Corte non rilevasse d'ufficio la nullità per violazione del termine a comparire, sebbene la nullità, non vi sarebbe spazio per impugnazioni successive. Tratterebbesi di errore in procedendo, come tale non suscettibile neppure di azione per revocazione.
Il collegio:
- se rileva l'inammissibilità o la manifesta fondatezza-infondatezza del ricorso pronuncia un'ordinanza che conclude il procedimento, ex art. 375 c.p.c.;
- in caso contrario, senza istruire il merito, rimette gli atti al primo presidente per l'assegnazione alle sezioni semplici.

L'art. 380-bis c.p.c. procede poi con i compiti delle sezioni semplici se gli è stato affidato il ricorso per mancata emanazione dei provvedimenti di inammissibilità-accoglimento-rigetto. In particolare, ex art. 380-bis, 3º co., se il relatore di detta sezione semplice rileva nel ricorso gli elementi 2 e 3 ex art. 375 c.p.c. ripete la stessa procedura della «apposita sezione» quando rileva gli elementi 1 e 5 (relazione, richiesta di udienza, ecc). Se non li rileva rinvia la causa alla pubblica udienza.

### Decisione della causa
Il presidente di sezione assegna il ricorso al relatore. Il collegio giudicante è formato da 5 magistrati.
Questi, se rileva che la causa può essere decisa ai sensi dell'art. 375 c.p.c., richiede al presidente la fissazione della camera di consiglio e forma una breve relazione. Il decreto di fissazione della camera di consiglio e la relazione sono notificati almeno 20 giorni prima al pubblico ministero e alle parti, in modo che possano preparare le memorie da depositare entro 5 giorni dall'udienza fissata.
Se il collegio condivide la relazione del giudice relatore, dispone con ordinanza la decisione sul ricorso.
In caso contrario, il collegio rinvia la discussione del merito alla pubblica udienza. Le parti possono presentare memorie fino a 5 giorni prima dell'udienza.
Nel corso dell'udienza, dopo l'esposizione dei fatti da parte del giudice relatore, le parti possono formulare le proprie difese. Il pubblico ministero interviene con proprie conclusioni. La Corte si ritira in camera di consiglio e delibera la sentenza.

### Decisioni a sezioni unite
In alcuni casi di particolare rilevanza, la Corte di cassazione può decidere a sezioni unite. In questi casi il collegio è presieduto dal primo presidente ed è formato da 9 magistrati.
La Corte pronuncia a sezioni unite:
- sulle questioni di giurisdizione, salvo che sulla questione si siano già pronunciate le medesime sezioni unite, e in ogni caso sulle impugnazioni relative alla giurisdizione (le uniche ammesse) di sentenze del Consiglio di Stato o della Corte dei conti
- sulle questioni di diritto già decise in senso difforme dalle sezioni semplici
- su questioni di particolare importanza.

In ogni caso, le parti anche se il ricorso è assegnato alla sezione semplice, possono proporre entro 10 giorni dall'udienza istanza di rimessione alle sezioni unite. Analogamente, la sezione semplice può disporre con ordinanza la rimessione alle sezioni unite.
Sulle istanze decide il primo presidente.
Alle sezioni unite si applicano le norme sul procedimento davanti alle sezioni semplici della Corte.

## Tipi di decisioni
La corte può:
- statuire sulla giurisdizione o sulla competenza
- dichiarare l'improcedibilità o l'inammissibilità o l'estinzione per rinuncia
- rigettare il ricorso per infondatezza o difetto di motivi
- accogliere il ricorso e:
  - cassare senza rinvio
  - cassare con rinvio
  - cassare e rimettere la causa al giudice di primo grado
  - cassare senza rinvio con contestuale decisione sul merito.

### Cassazione senza rinvio
La Corte di cassazione può cassare senza rinvio nel caso in cui rilevi l'assoluta assenza di giurisdizione oppure qualora rilevi che il processo non poteva proseguire o che la causa non poteva essere intrapresa.
Nella prima ipotesi, infatti, non avrebbe alcun senso un rinvio, in quanto il giudice a cui dovrebbe essere rimessa la causa non esiste o comunque non fa parte della giurisdizione nazionale.
La seconda ipotesi riguarda i casi in cui il processo si sia estinto già in primo grado e per errore dei giudici di primo e secondo grado non sia stata dichiarata l'estinzione a seguito di una eccezione regolarmente proposta.
La terza ipotesi si riferisce invece al caso in cui sia posta una domanda che non poteva essere proposta.
In questi casi la pronuncia della Corte sarà di puro rito.

### Cassazione senza rinvio con contestuale decisione nel merito
Il legislatore vieta di regola alla Corte di cassazione la decisione nel merito, che resta riservata al giudice di primo e di secondo grado.
Tuttavia seguendo il principio di economia processuale, ha proceduto a disciplinare la possibilità, per la Corte, di entrare nel merito della questione, evitando il giudizio di rinvio, qualora non sia necessario alcun tipo di attività istruttoria. Cioè quando il principio di diritto sia immediatamente applicabile alla fattispecie. Questo tipo di giudizio si configurerà qualora gli accertamenti di fatto, già svolti nei giudizi precedenti, siano sufficienti e pertinenti in relazione alla regola di diritto applicabile alla fattispecie.

### Cassazione con rinvio
Quando la Corte accoglie il ricorso (ex art. 360 numeri 3/4/5) e siano necessari ulteriori accertamenti e valutazioni, cassa il provvedimento impugnato e rinvia la causa ad altro giudice.
Tale giudice sarà un giudice di pari grado rispetto a quello che emise il provvedimento cassato e l'organo giurisdizionale che si occuperà del giudizio di rinvio verrà designato dalla stessa Corte, dando luogo a un tipico esempio di competenza funzionale.

### Cassazione con rinvio della causa al giudice di primo grado (o rinvio improprio)
Quest'ipotesi si riscontra in tutti i casi in cui il giudice d'appello, errando, non abbia rimesso la causa davanti al giudice di primo grado (vedi i casi rimessione ex art. 354 c.p.c.).
Con la rimessione della causa al primo giudice, la Corte consente alle parti di avvalersi del doppio grado di giurisdizione. Il rinvio improprio rappresenta una trasposizione in sede di Cassazione dell'analogo istituto in sede di appello, che parte della dottrina ha qualificato come appello improprio (artt. 353-4 c.p.c.): si tratta, anche in questo caso, di ipotesi tassative in cui il giudice d'appello rimette la causa al primo giudice limitandosi ad annullarne la decisione impugnata, ma riservando la nuova decisione a quest'ultimo. Si tratta di casi eccezionali in cui l'appello decide solo sul rescindente (e cioè sull'annullamento della decisione impugnata) senza decidere sul rescissorio, e cioè senza emanare alcuna nuova decisione in sostituzione di quella annullata. Perciò manca il cosiddetto effetto sostitutivo dell'appello.

Quale esempio comune al rinvio improprio e all'appello improprio, può farsi il caso dell'erronea estromissione del litisconsorte dal processo, o della mancata rilevazione del litisconsorzio necessario (ma non del mancato adempimento all'ordine di integrazione del contraddittorio disposto dal giudice, che di per sé provocherebbe prima la quiescenza e poi l'estinzione del processo: in altri termini, occorre che il giudice abbia disconosciuto la necessità di integrare il processo in corso). Perciò se il difetto di integrità del contraddittorio è rilevato per la prima volta dal giudice in appello, si avrà appello improprio; se è rilevato e dichiarato in Cassazione, si avrà rinvio improprio.